# 200 mètres masculin aux Jeux olympiques d'été de 1936 (athlétisme)
Pour un article plus général, voir Athlétisme aux Jeux olympiques d'été de 1936.
Navigation
Los Angeles 1932 Londres 1948
L'épreuve du 200 mètres masculin aux Jeux olympiques de 1936 s'est déroulée les 4 et 5 août 1936 au Stade olympique de Berlin, en Allemagne. Elle a été remportée par l'Américain Jesse Owens.

## Résultats

### Finale
| Rang               | Athlète          | Pays       | Temps  | Notes |
| ------------------ | ---------------- | ---------- | ------ | ----- |
| Médaille d'or      | Jesse Owens      | États-Unis | 20 s 7 | OR    |
| Médaille d'argent  | Matthew Robinson | États-Unis | 21 s 1 |       |
| Médaille de bronze | Tinus Osendarp   | Pays-Bas   | 21 s 3 |       |
| 4                  | Paul Hänni       | Suisse     | 21 s 6 |       |
| 5                  | Lee Orr          | Canada     | 21 s 6 |       |
| 6                  | Wil van Beveren  | Pays-Bas   | 21 s 9 |       |